# Lizzo
Lizzo, właśc. Melissa Viviane Jefferson (ur. 27 kwietnia 1988) – amerykańska piosenkarka, autorka tekstów, raperka i aktorka. Urodziła się w Detroit, Michigan, po czym
przeprowadziła się do Houston w Teksasie, gdzie zaczęła występować na scenie. Następnie przeniosła się do Minneapolis, w którym rozpoczęła nagrywanie swoich własnych utworów. Przed zawiązaniem kontraktu z Nice Life i Atlantic Records wypuściła dwa albumy: Lizzobangers (2013) oraz Big Grrrl Small World (2015). Jej pierwsza EP-ka wydana za pośrednictwem wielkiej wytwórni płytowej to Coconut Oil (2016).
W 2019 uzyskała powszechny rozgłos dzięki wydaniu swojego trzeciego albumu studyjnego Cuz I Love You, który osiągnął 4 miejsce w notowaniu Billboard 200. Artystka promowała go singlami Juice oraz Tempo (we współpracy z Missy Elliot). Wersja deluxe albumu zawiera wydany w 2017 singel Truth Hurts, który zyskał popularność dzięki aplikacji TikTok, po czym dotarł na szczyt listy Billboard Hot 100.
W 2020 roku udało jej się zdobyć trzy statuetki Grammy: za najlepszy album współczesny, najlepsze tradycyjne wykonanie R&B i najlepsze tradycyjne wykonanie pop.

## Życiorys

### Wczesne życie
Melissa Jefferson urodziła się w Detroit, Michigan. Kiedy miała 10 lat, wraz z rodziną przeprowadziła się do Houston w Teksasie. W wieku 14 lat wraz ze swoimi przyjaciółmi założyła grupę muzyczną Cornrow Clique. Właśnie w tym czasie zyskała pseudonim ''Lizzo'', które jest alternatywną formą skrótu jej imienia "Lissa", co również było zainspirowane piosenką Jay-Z pt. "Izzo (H.O.V.A.)". Po ukończeniu Alief Elsik High School rozpoczęła studia z muzyki klasycznej na Uniwersytecie Houston, skupiając się na grze na flecie. Mając 21 lat, po śmierci swojego ojca, zamieszkała w swoim aucie na rok, próbując wybić się w branży muzycznej. W 2011 przeprowadziła się do Minneapolis, Minnesota.

## Dyskografia[10]
- Lizzobangers (2013)
- Big Grrrl Small World (2015)
- Cuz I Love You (2019) – złota płyta w Polsce[11]
- Special (2022)

## Filmografia

### Telewizja
| Rok  | Tytuł                                    | Rola           | Uwagi       |
| ---- | ---------------------------------------- | -------------- | ----------- |
| 2016 | Brad Neely's Harg Nallin' Sclopio Peepio | Ona sama       | 4 odcinki   |
| 2016 | Wonderland                               | Prowadząca     | 10 odcinków |
| 2018 | Yeti! Yeti!                              | Magic Mushroom |             |

### Film
| Rok  | Tytuł              | Rola  | Uwagi |
| ---- | ------------------ | ----- | ----- |
| 2019 | Paskudy. UglyDolls | Lydia | Głos  |
| 2019 | Ślicznotki         | Liz   |       |